# 카밀 키넌
카밀 키넌(Camille Keenan)은 뉴질랜드의 배우이다.